# お米とおっぱい。
『お米とおっぱい。』(おこめとおっぱい)は、2011年に製作、2018年に公開された日本映画。監督、脚本は上田慎一郎。

## 概要
上田慎一郎の長編デビュー作。2018年6月に「カメラを止めるな!」が劇場公開された際に、特別上映作品としてイベント上映された。

## キャスト
- 高木公介
- 鐘築健二
- 大塩武
- 山口友和
- 中村だいぞう
- リーマン・Ｆ・近藤
- おくゆみ
- 泉水美和子
- 吉崎未悠
- 福田美由紀

## スタッフ
- 監督・脚本・編集：上田慎一郎
- 制作：関鉄平、佐藤亮介、江坂裕太
- 撮影：池浦新悟、松井宏樹
- 美術：荒木由依
- 照明：西ケ谷弘樹
- 録音：門倉敦
- メイク：木津陽子
- 助監督：大野力
- 製作：PANPOKOPINA(パンポコピーナ)